# 張萬紀
張萬紀（1519年—？年），字舜卿，號兑溪，臨洮衛軍籍陝西盩厔縣人。

## 生平
十一月二十九日生，行一，治《易經》，由國子生中式癸卯科陝西鄉試第四十九名舉人，年二十九歲中式嘉靖二十六年（1547年）丁未科會試第二百五十七名，第三甲第一百四十三名進士。刑部觀政，授行人司行人，三十一年正月选授吏科给事中，四月弹劾嚴嵩党羽河南佥事尹耕，三十三年七月升禮科右，出为庐州府知府，以星变考察夺职归。所著有《讲学语録》、《超然山人集》。

## 家族
曾祖張旺；祖張銳；父張淮；母吳氏。具慶下，妻蔣氏，繼妻楊氏；弟萬祿。子承骘、承佑、承第。